# 知床斜里駅
知床斜里駅（しれとこしゃりえき）は、北海道斜里郡斜里町港町にある北海道旅客鉄道（JR北海道）釧網本線の駅である。駅番号はB72。
事務管理コードは▲111616。かつては根北線が接続していた。

## 歴史

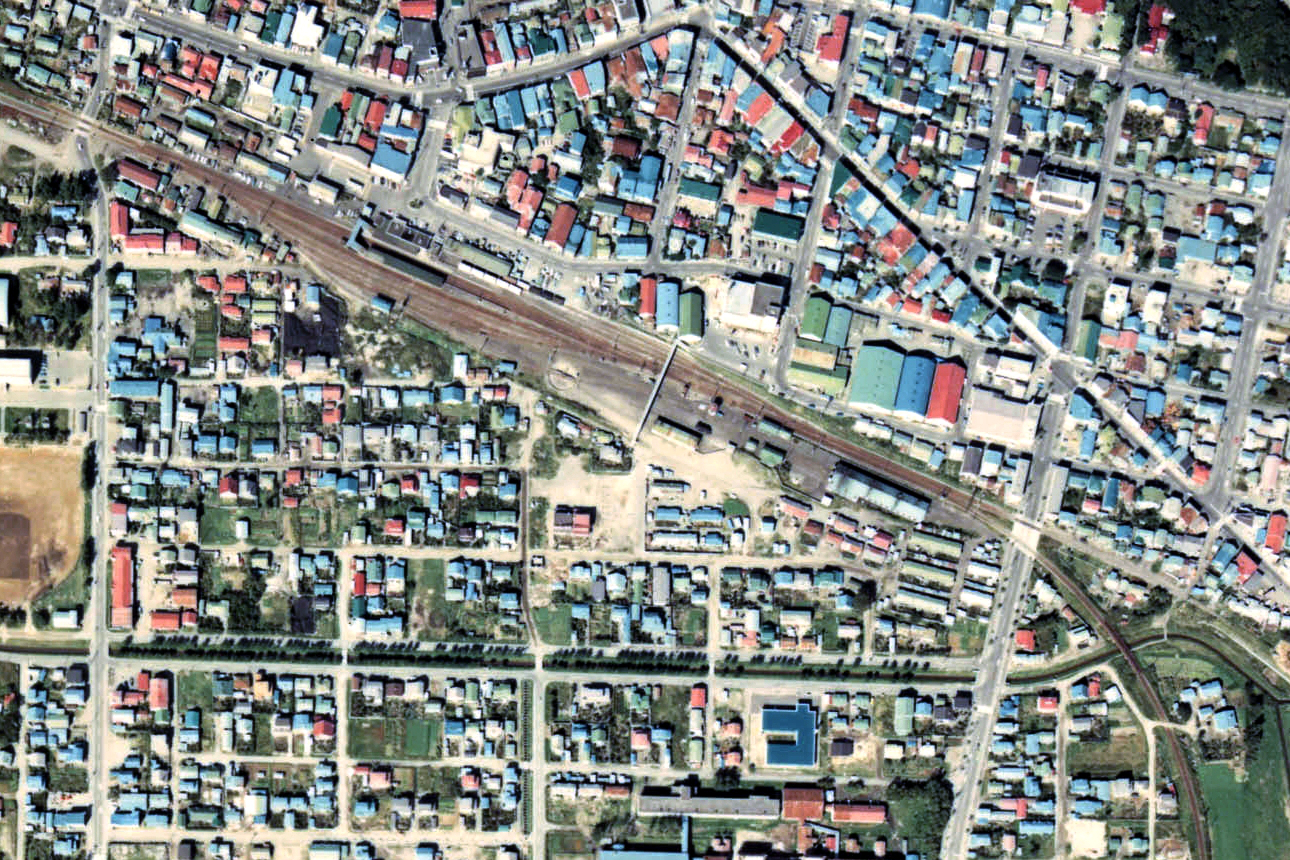
1977年の斜里駅（当時）と周囲約500m×750m範囲。左が網走方面。右にこの写真の7年前に廃止された根北線の軌道跡が真っ直ぐ伸びている。右側下へカーブしてゆくのが本線釧路方面。駅舎は鉄筋コンクリート製に改築されているが、一方駅裏の転車台と車庫を持つ小さな機関区は、蒸気機関車時代の施設を殆んど残している。相対式ホーム2面3線と外側に4本の留置用、または仕分用の側線、そこから機関区へ伸びる入出庫線。さらにその外に保線車両用と思しき車庫と引込み線。写真外の駅裏網走方面にある木工場前へ、本線に併行して引込み線が引かれている。駅舎横の釧路側にある大きな屋根の取扱所を持つ切り欠き形の貨物ホームへは、釧路側より途中留置線を挟みながら2本の引込み線となって引き込まれている。
この後、貨物ホームの引込み線や、網走側の木工場の引込み線が撤去され、貨物ホームは埋められて駐車場になり、駅裏の貨物用側線は間引かれ、最終的には1本だけ留置もしくは待避用として残り、代わりに車庫が置かれた。転車台もかなり後まで残されていたが、こちらも現在は撤去されている。

- 1925年（大正14年）11月10日：国有鉄道の斜里駅として開業[3]。一般駅。
- 1929年（昭和4年）11月4日：野付牛機関庫斜里分庫設置。
- 1930年（昭和5年）6月1日：斜里機関分庫廃止。
- 1931年（昭和6年）9月20日：野付牛機関庫斜里分庫設置[4]。
- 1932年（昭和7年）：殖民軌道斜里線が知布泊（ちぷとまり）駅まで開業。
- 1949年（昭和24年）12月1日：北見機関区斜里支区が釧路機関区斜里支区となる[5]。
- 1951年（昭和26年）：殖民軌道斜里線運行停止。
- 1952年（昭和27年）2月：殖民軌道斜里線廃止。
- 1954年（昭和29年）8月14日：網走市から弟子屈町に向かう昭和天皇、香淳皇后のお召し列車が停車。駅前奉迎が行われた[6]。
- 1957年（昭和32年）11月10日：根北線が越川駅まで開業[7]。
- 1963年（昭和38年）4月1日：釧路機関区斜里支区廃止[8]。
- 1969年（昭和44年）2月1日：標茶機関区斜里派出所設置。
- 1970年（昭和45年）
  - 2月10日：標茶機関区斜里派出所が斜里支区となる[9]。
  - 12月1日：根北線廃止[10]。
- 1971年（昭和46年）7月16日：駅舎改築[10]。
- 1973年（昭和48年）10月18日：コンテナ基地新設[11]。
- 1984年（昭和59年）2月1日：貨物・荷物取扱い廃止[12]。標茶機関区斜里支区が釧路機関区所属となる[12]。
- 1986年（昭和61年）11月1日：釧路機関区斜里支区を斜里派出所に変更[13]。
- 1987年（昭和62年）4月1日：国鉄分割民営化により、北海道旅客鉄道（JR北海道）の駅となる[14]。
- 1997年（平成9年）：地元観光協会などによる「斜里駅の改称を進める会」結成[15]。
- 1998年（平成10年）4月11日：知床斜里駅に改称[15][新聞 1]。
- 2005年（平成17年）5月31日：キヨスク閉店。その後地元業者による売店を設置。
- 2007年（平成19年）12月：駅舎を増改築し町の観光センターと一体化、また駅前広場を整備[JR北 1]。

### 駅名の由来
当初は所在町名からとった「斜里駅」だったが、観光客・乗降客の減少に危機感を持った地元観光協会などが1997年（平成9年）に「斜里駅の改称を求める会」を結成し、JR北海道に要望。全国的に知名度が高い知床半島の観光の玄関口としてアピールする狙いで、名前に「知床」を冠した。改称に伴う経費は地元が負担した。

## 駅構造
2面3線の島式ホームと単式ホームのある地上駅。2・3番のりばへは跨線橋（古レール使用）で連絡する。廃止された根北線は3番のりばに発着していた。
駅舎は2007年（平成19年）に従来の駅舎を増改築したもので、正面向かって左側がもともとの鉄筋コンクリート造の駅舎（JR北海道所有）、右側が木造の増築部分（町所有の観光センター）である。設計は川人洋志が手掛けた。デザインコンセプトは「『記憶の駅』：旅人の、そして、ここに集う人々の記憶を紡いでいく場所」であり、外構・内装ともにカラマツ集成材が用いられている。
駅舎内はみどりの窓口のほか、売店・自販機・ロッカーを備え、増築した観光センターには観光案内所のほかトイレ・展示スペースを備えている。
社員配置駅であり、夜間は営業上での無人駅扱いとなるが、運転扱いの駅員は終日配置され、車両の留置も行われる。管理駅として、緑 - 鱒浦間の各駅を管理下に置いている。

### のりば
| 番線 | 路線      | 方向 | 行先           | 備考             |
| ---- | --------- | ---- | -------------- | ---------------- |
| 1    | ■釧網本線 | 下り | 釧路方面       |                  |
| 2    | ■釧網本線 | 上り | 網走・北見方面 |                  |
| 3    | ■釧網本線 | 下り | 釧路方面       | 臨時列車など一部 |
| 3    | ■釧網本線 | 上り | 網走方面       | 臨時列車など一部 |

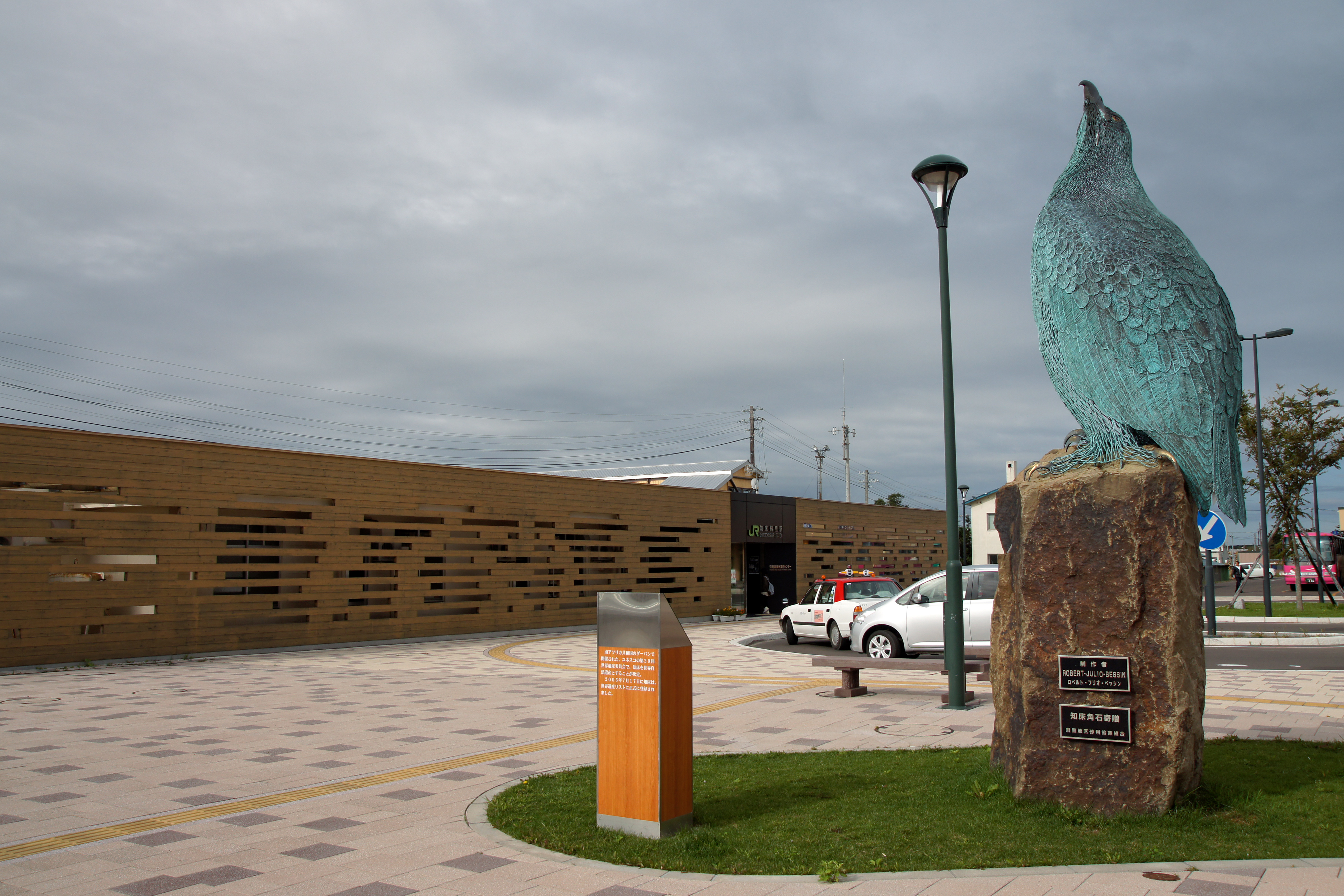
駅舎とオジロワシ像
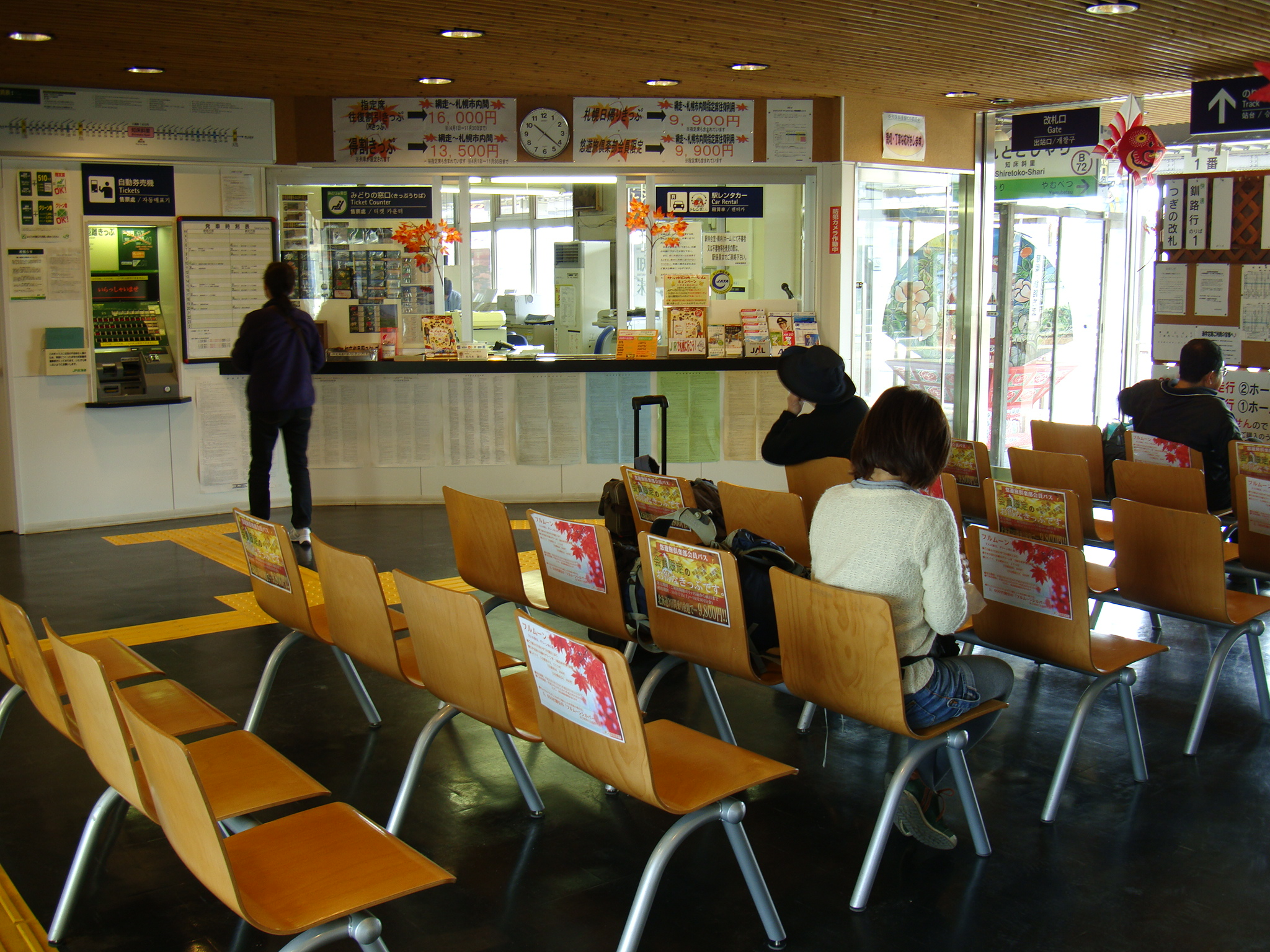
待合室
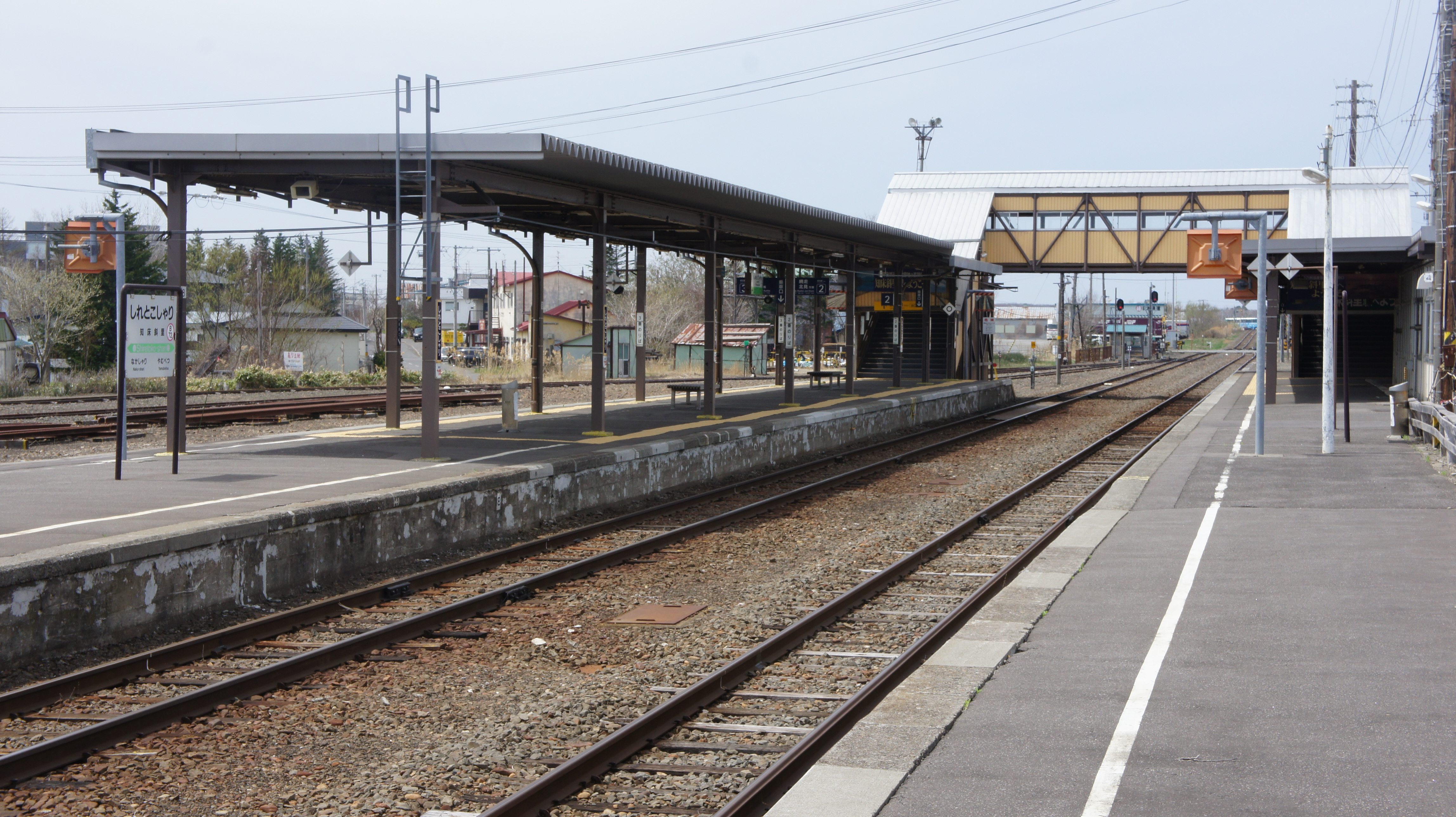
ホーム（全体）
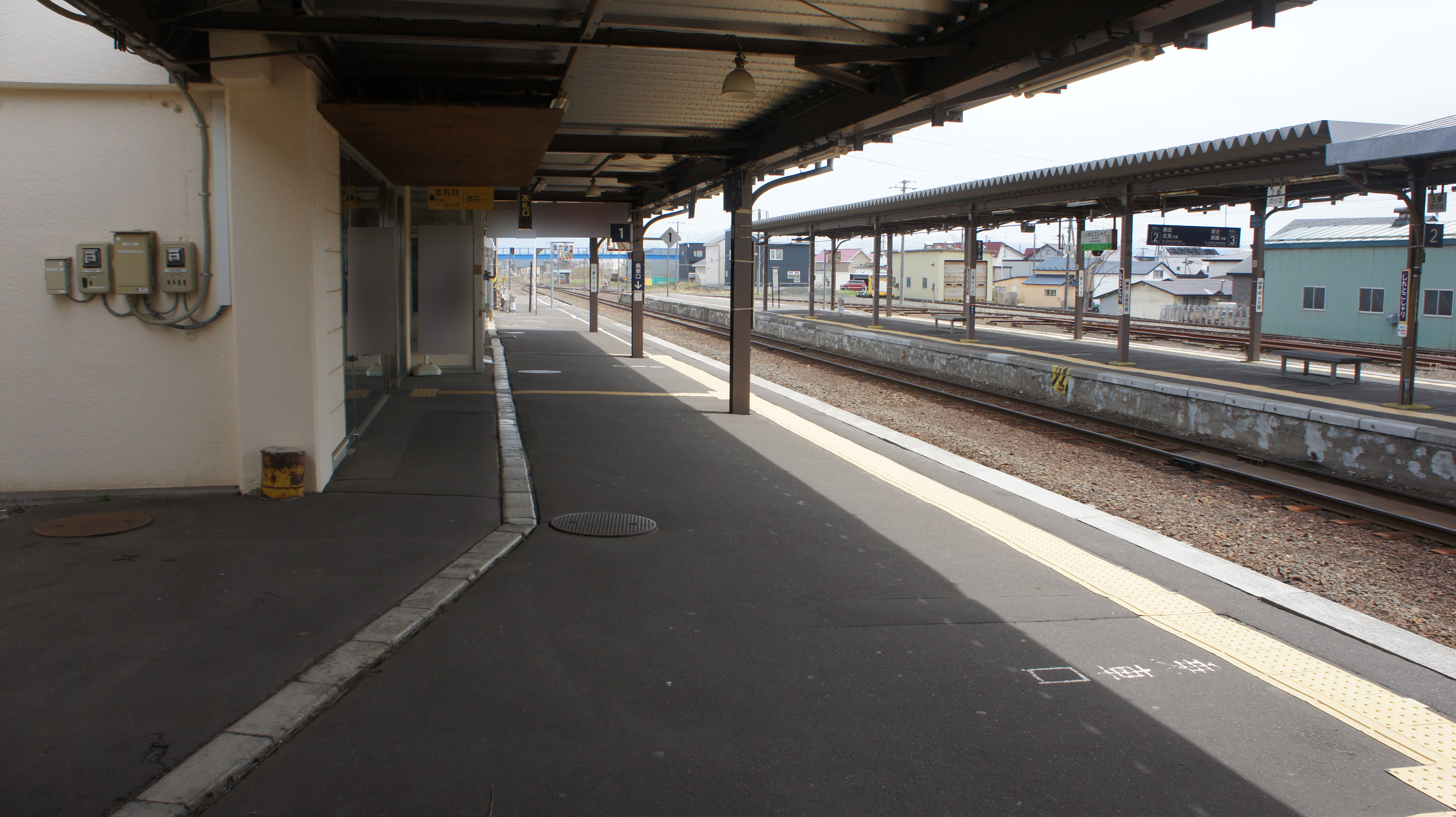
ホーム（1番線）
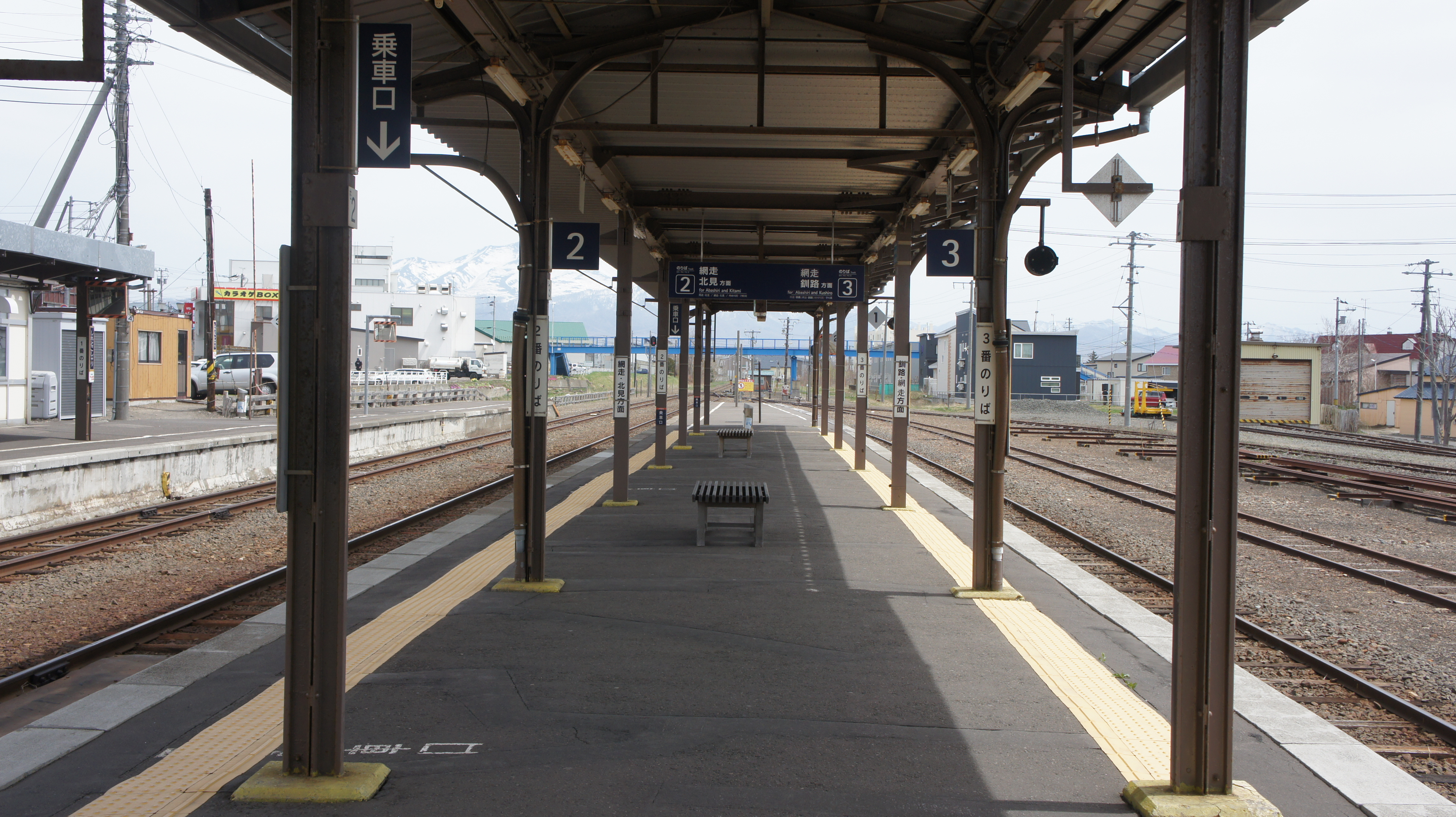
ホーム（2・3番線）
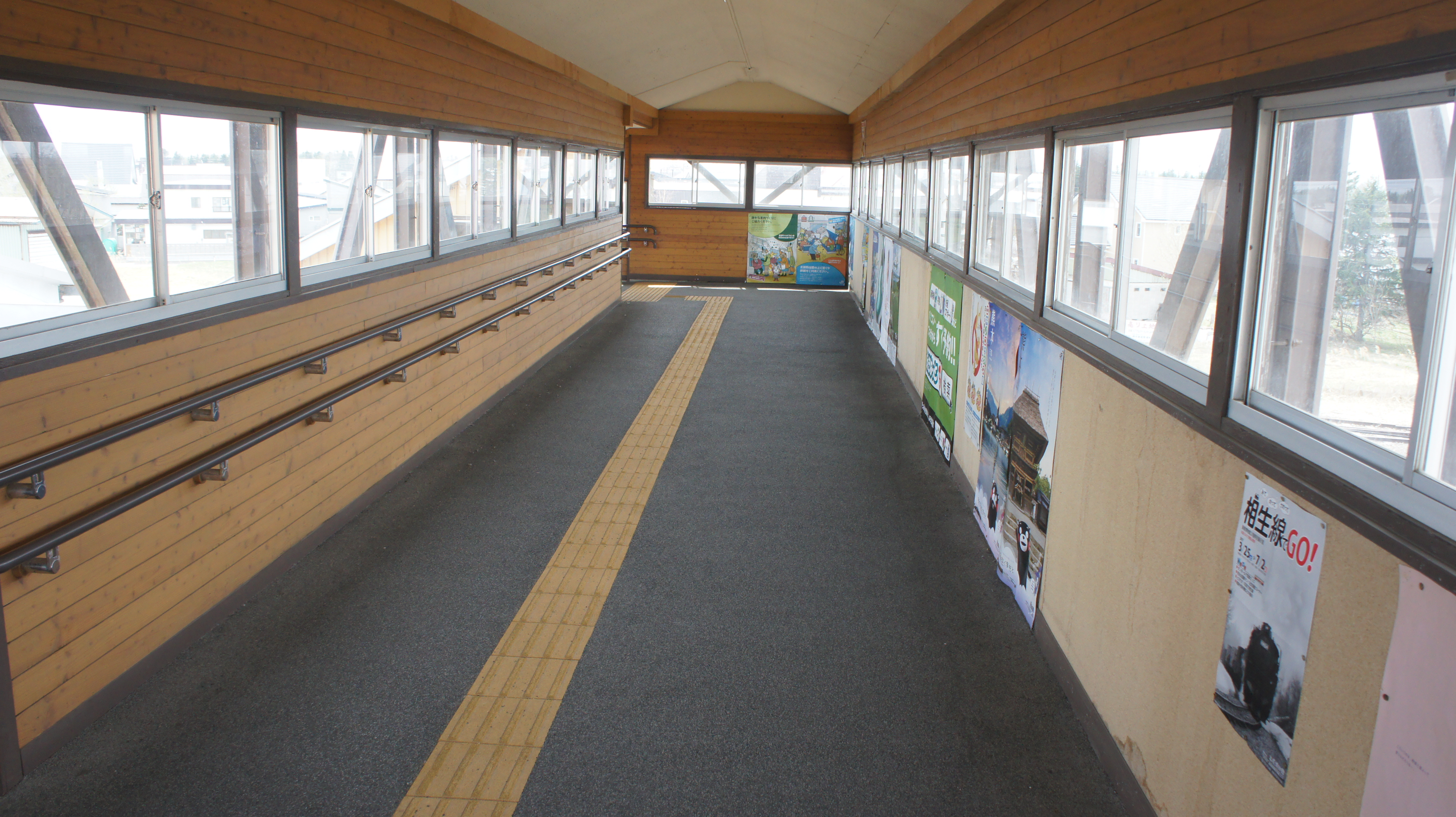
跨線橋
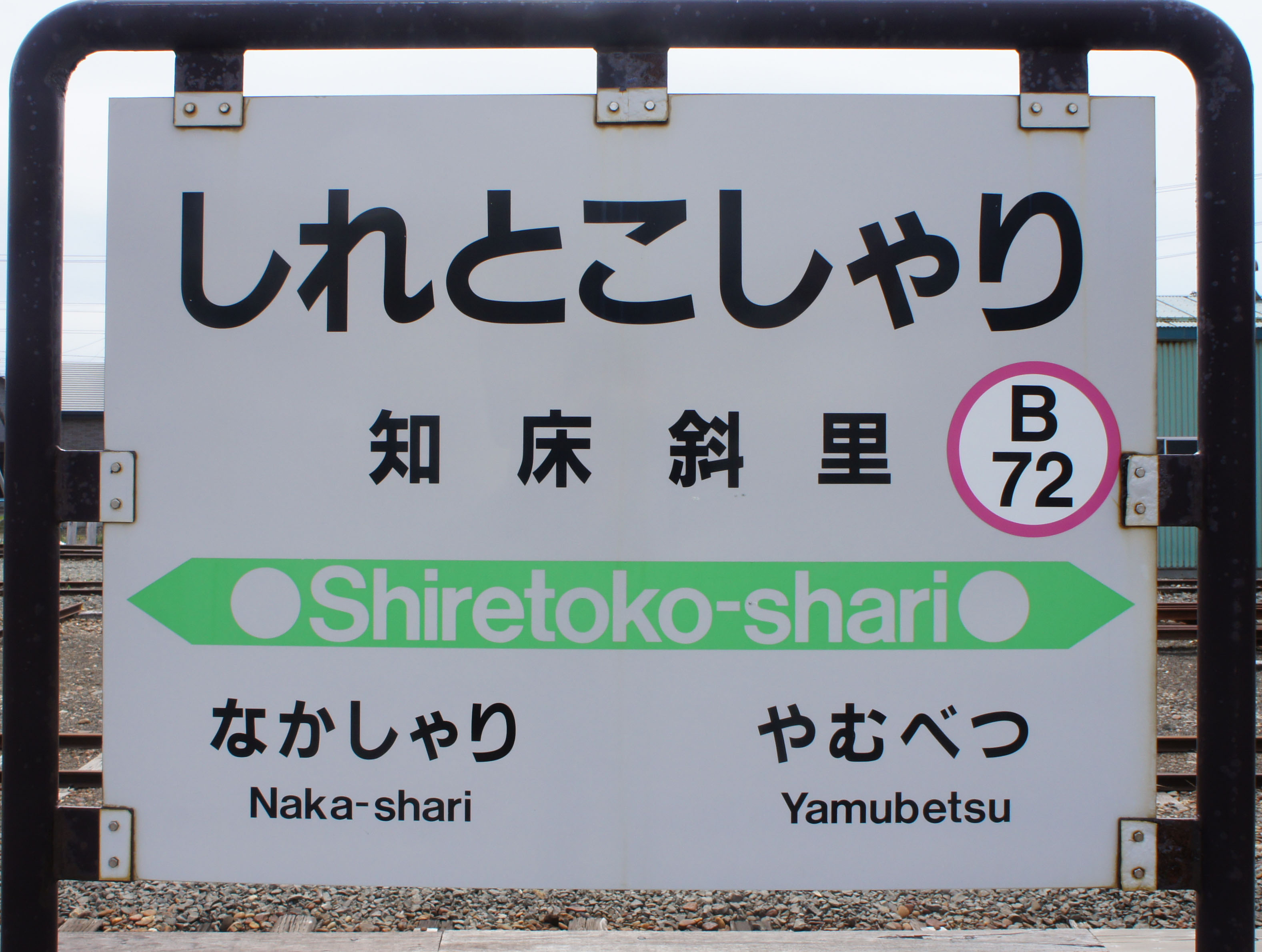
駅名標
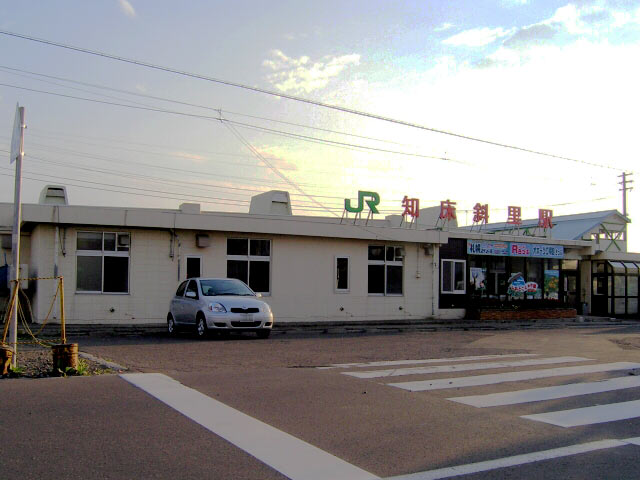
旧駅舎（2004年9月）

## 利用状況
乗車人員の推移は以下のとおり。年間の値のみ判明している年については、当該年度の日数で除した値を括弧書きで1日平均欄に示す。乗降人員のみが判明している場合は、1/2した値を括弧書きで記した。
また、「JR調査」については、当該の年度を最終年とする過去5年間の各調査日における平均である。
| 年度               | 乗車人員   | 乗車人員 | 乗車人員 | 出典       | 備考                                       |
| 年度               | 年間       | 1日平均  | JR調査   | 出典       | 備考                                       |
| ------------------ | ---------- | -------- | -------- | ---------- | ------------------------------------------ |
| 1978年（昭和53年） |            | 706      |          | [ 17 ]     |                                            |
| 1990年（平成02年） | (82,500.0) | (226.0)  |          | [ 15 ]     | 年間乗降人員：16.5万人、千人未満端数不明。 |
| 1992年（平成04年） |            | (451.5)  |          | [ 18 ]     | 一日平均乗降客数：906                      |
| 1996年（平成08年） | (62,000.0) | (169.9)  |          | [ 15 ]     | 年間乗降人員：12.4万人、千人未満端数不明。 |
| 2016年（平成28年） |            |          | 106.8    | [ JR北 2 ] |                                            |
| 2017年（平成29年） |            |          | 101.6    | [ JR北 3 ] |                                            |
| 2018年（平成30年） |            |          | 94.4     | [ JR北 4 ] |                                            |
| 2019年（令和元年） |            |          | 91.8     | [ JR北 5 ] |                                            |
| 2020年（令和02年） |            |          | 92.0     | [ JR北 6 ] |                                            |
| 2021年（令和03年） |            |          | 94.8     | [ JR北 7 ] |                                            |
| 2022年（令和04年） |            |          | 94.8     | [ JR北 8 ] |                                            |
| 2023年（令和05年） |            |          | 97.2     | [ JR北 9 ] |                                            |

## 駅周辺
斜里町の中心駅で、斜里港・オホーツク海に近い。駅前にはバスターミナルとホテルがあり、北海道道沿いを中心に公共施設などが点在する。国道244号・国道334号からはやや距離がある。
- 北海道道92号斜里停車場線、北海道道769号斜里停車場美咲線
- 北海道道802号斜里港線
- 道の駅しゃり
- 斜里町役場
- 斜里警察署
- 斜里郵便局
- しれとこ斜里農業協同組合（JAしれとこ斜里）
- 斜里第一漁業協同組合
- 網走信用金庫斜里支店
- 北洋銀行斜里支店
- 北海道銀行斜里支店
- 斜里町立図書館
- 斜里地区消防組合本部
- 斜里町公民館「ゆめホール知床」
- 斜里町立知床博物館
- 北海道斜里高等学校
- 斜里川

## バス路線

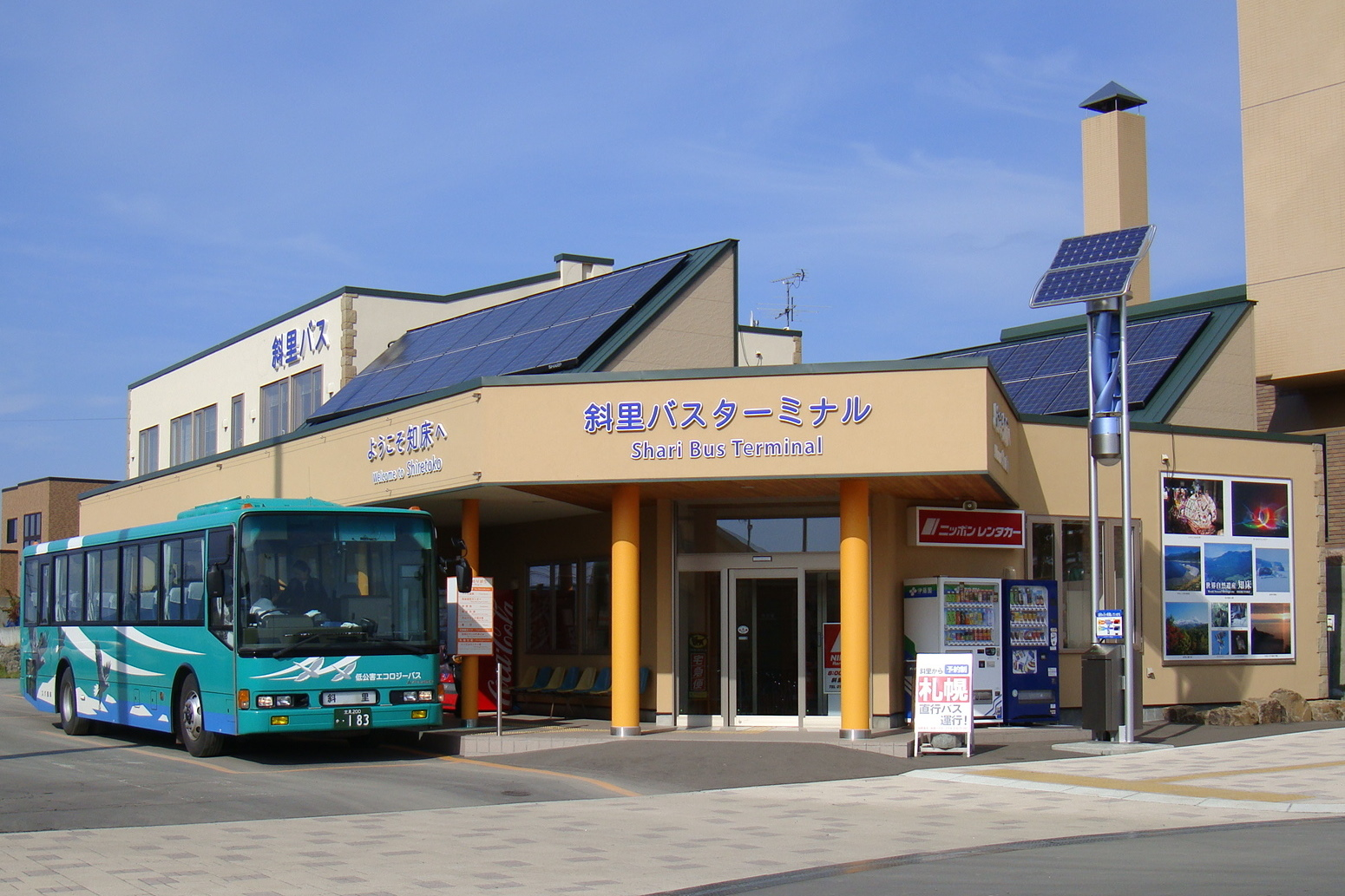
斜里バスターミナル

斜里バス（一部他社と共同運行）によりウトロ温泉方面・網走方面路線バス、札幌方面都市間バスが駅前の「斜里バスターミナル」に発着する。

## 隣の駅
北海道旅客鉄道（JR北海道）
■釧網本線
止別駅 (B73) - 知床斜里駅 (B72) - 中斜里駅 (B71)

### かつて存在した路線
日本国有鉄道
根北線
斜里駅 - 以久科駅

## 撮影・ロケ
- 映画『男はつらいよ 知床慕情』（1987年公開）の撮影に駅舎が使用された[20]。

### JR北海道
1. 1 2 3 4 5 6  『知床斜里複合駅舎の建設工事着手について』（PDF）（プレスリリース）JR北海道、2007年5月9日。オリジナルの2007年9月30日時点におけるアーカイブ。2023年1月15日閲覧。
2. ↑  「釧網線（東釧路・網走間）」（PDF）『線区データ（当社単独では維持することが困難な線区）』、北海道旅客鉄道、2017年12月8日。オリジナルの2017年12月9日時点におけるアーカイブ。2017年12月10日閲覧。
3. ↑  「釧網線（東釧路・網走間）」（PDF）『線区データ（当社単独では維持することが困難な線区）(地域交通を持続的に維持するために)』、北海道旅客鉄道株式会社、3頁、2018年7月2日。オリジナルの2018年8月19日時点におけるアーカイブ。2018年8月19日閲覧。
4. ↑  “釧網線（東釧路・網走間）” (PDF). 線区データ（当社単独では維持することが困難な線区）(地域交通を持続的に維持するために).   北海道旅客鉄道. p. 3 (2019年10月18日). 2019年10月18日時点のオリジナルよりアーカイブ。2019年10月18日閲覧。
5. ↑  “釧網線（東釧路・網走間）” (PDF). 地域交通を持続的に維持するために > 輸送密度200人以上2,000人未満の線区（「黄色」8線区）.   北海道旅客鉄道. p. 3 (2020年10月30日). 2020年11月2日時点のオリジナルよりアーカイブ。2020年11月2日閲覧。
6. ↑  “駅別乗車人員  特定日調査（平日）に基づく”.   北海道旅客鉄道. 2022年8月3日時点のオリジナルよりアーカイブ。2022年8月14日閲覧。
7. ↑  “駅別乗車人員  特定日調査（平日）に基づく”.   北海道旅客鉄道. 2022年9月3日時点のオリジナルよりアーカイブ。2022年9月3日閲覧。
8. ↑  “駅別乗車人員  特定日調査（平日）に基づく”.   北海道旅客鉄道. 2023年11月10日時点のオリジナルよりアーカイブ。2023年11月10日閲覧。
9. ↑  “駅別乗車人員  特定日調査（平日）に基づく”.   北海道旅客鉄道 (2024年). 2024年9月9日時点のオリジナルよりアーカイブ。2024年9月9日閲覧。

### 新聞記事
1. ↑  “知名度アップ狙い「知床斜里駅」出発”. 北海道新聞 (北海道新聞社). (1998年4月12日)